# Julia Encke

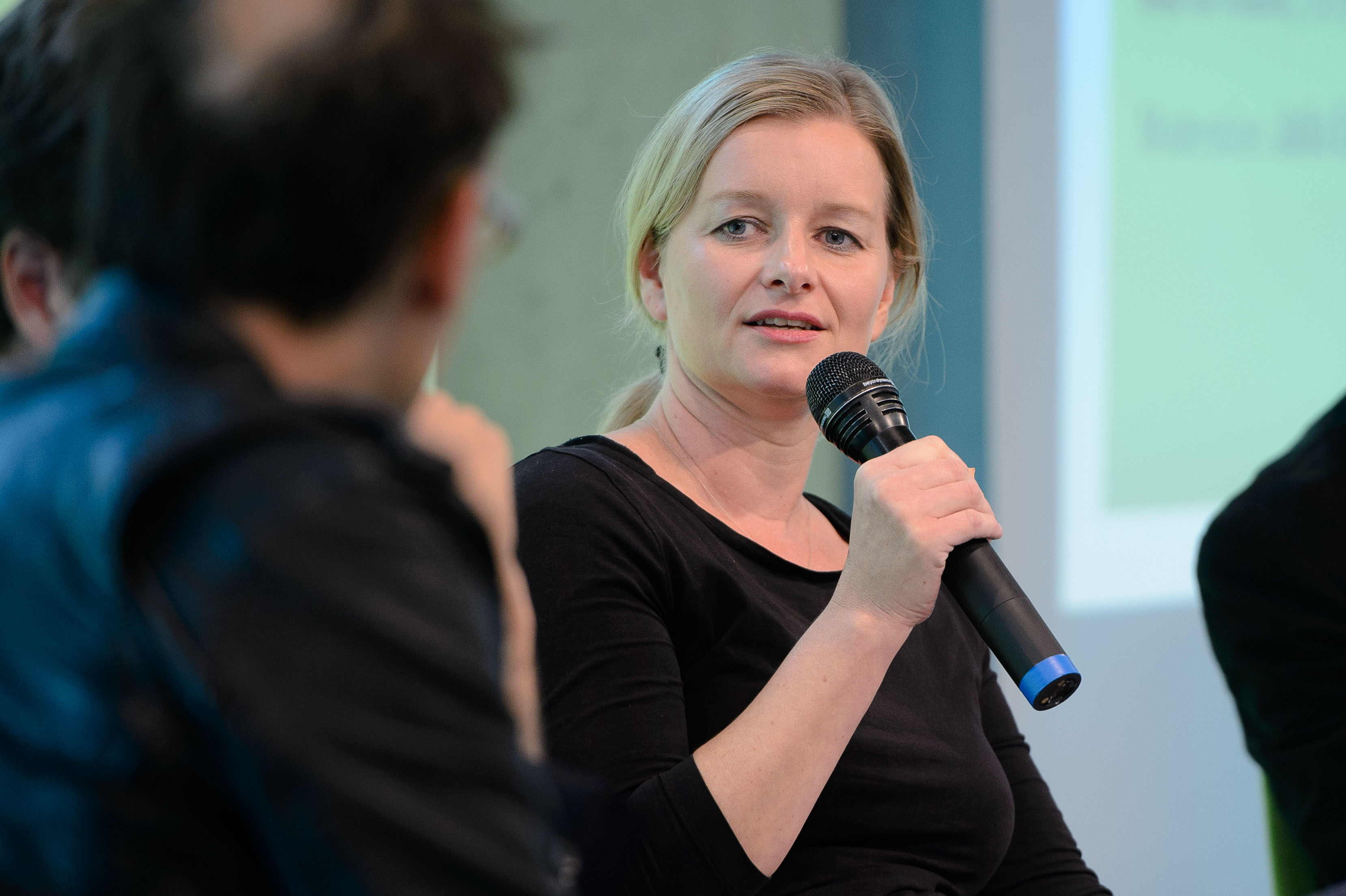
Julia Encke (2015)

Julia Encke (* 1971 in Celle) ist eine deutsche Journalistin, Literaturwissenschaftlerin und Buchautorin.

## Leben und Wirken
Encke studierte Neuere Deutsche Literatur, Romanistik und Komparatistik an der Albert-Ludwigs-Universität in Freiburg, der Universität Toulouse II und der Ludwig-Maximilians-Universität München. In München arbeitete sie als Hilfskraft am Lehrstuhl von Gerhard Neumann. 1997 verfasste sie ihre Magisterarbeit über Kopierwerke. Bürgerliche Zitierkultur in den späten Romanen Theodor Fontanes und Gustave Flauberts. Im Anschluss schrieb sie ihre kulturwissenschaftliche Dissertation über den Ersten Weltkrieg, die 2006 unter dem Titel Augenblicke der Gefahr. Der Krieg und die Sinne. 1914–1934 erschien. Betreuer der Doktorarbeit war Gerhard Neumann. 2014 veröffentlichte sie ihr Buch Charisma und Politik, in dem sie für mehr Leidenschaft in der deutschen Politik plädiert. 2017 erschien ihr Buch über den französischen Schriftsteller Houellebecq: Wer ist Michel Houellebecq? Porträt eines Provokateurs.
Erste journalistische Erfahrungen sammelte Encke bei einem Praktikum in der Lokalredaktion der Celleschen Zeitung. Nach einer Hospitanz 1998 im Kulturressort der Frankfurter Allgemeinen Zeitung schrieb sie zunächst als freie Literaturkritikerin für die F.A.Z. 2001 bis 2005 war sie feste Mitarbeiterin im Feuilleton der Süddeutschen Zeitung. 2005 wechselte sie in die Feuilletonredaktion der Frankfurter Allgemeinen Sonntagszeitung (FAS), seit 2015 leitete sie dort das Literaturressort und im September 2020 wurde sie die Leiterin des FAS-Feuilletons. 2010 war sie Vorsitzende der Jury des Deutschen Buchpreises. Im Dezember 2018 wurde sie von der Zeitschrift Medium Magazin als „Kulturjournalistin des Jahres“ ausgezeichnet. Encke lebt in Berlin. Sie ist mit dem Autor und Journalisten Rainer Schmidt verheiratet.

## Schriften
- Kopierwerke. Bürgerliche Zitierkultur in den späten Romanen Fontanes und Flauberts. Verlag Peter Lang, Frankfurt am Main u. a. 1998, ISBN 3-631-33320-X.
- Augenblicke der Gefahr. Der Krieg und die Sinne. 1914–1934. Wilhelm Fink Verlag, München 2006, ISBN 3-7705-4143-X.
- Charisma und Politik. Warum unsere Demokratie mehr Leidenschaft braucht. Carl Hanser Verlag, München 2014, ISBN 978-3-446-24492-4.
- Wer ist Michel Houellebecq? Porträt eines Provokateurs. Rowohlt Berlin Verlag, Berlin 2017, ISBN 978-3-7371-0017-5.
- mit Verena Auffermann, Ursula März, Elke Schmitter und Gunhild Kübler: 100 Autorinnen in Porträts. Von Atwood bis Sappho, von Adichie bis Zeh. Piper, München 2021, ISBN 978-3-492-07086-7.